# Красноуральська сільська рада (Юргамиський район)
Красноура́льська сільська рада (рос. Красноуральский сельский совет) — сільське поселення у складі Юргамиського району Курганської області Росії.
Адміністративний центр — село Красний Уралець.
Населення сільського поселення становить 832 особи (2017; 973 у 2010, 1245 у 2002).

## Склад
До складу сільського поселення входять:
| Населений пункт       | Населення, осіб (2002) | Населення, осіб (2010) |
| --------------------- | ---------------------- | ---------------------- |
| Красний Уралець, село | 862                    | 659                    |
| Петровське, село      | 254                    | 182                    |
| Роздольна, присілок   | 129                    | 132                    |